# Profesionálové (film)
Profesionálové (anglicky The Professionals) jsou americký western z roku 1966 od režiséra Richarda Brookse s Burtem Lancasterem, Lee Marvinem, Robertem Ryanem, Woody Strodem a Cladiií Cardinalovou v hlavních rolích. Další významné role vytvořili Ralph Bellamy, Jack Palance a Elizabeth Campbellová.
Film získal tři nominace na Oscara – za nejlepší scénář, režii a kameru.

## Děj
Film vypráví příběh z roku 1917 z doby končící Mexické revoluce, kdy se parta najatých pistolníků a dobrodruhů, většinou bývalých vojáků, vydá do Mexika přivézt nazpět ztracenou manželku milionáře Granta (Ralph Bellamy). Ten jim za tuto službu slíbí vyplatit peněžní odměnu 10000 dolarů, pokud mu přivedou zpět jeho unesenou ženu. Jde mu o to, aby mu přivedli nazpět jeho unesenou manželku (Claudia Cardinale), kterou údajně unesl mexický revolucionář Raza (Jack Pallance). Čtveřice mužů vedená velitelem akce (Lee Marvinem) se vydává do Mexika na dobrodružnou cestu. Po bojích s Razovými revolucionáři a velkých útrapách strastiplné cesty se jim to nakonec i povede, nicméně během cesty zjistí závažný fakt, že Grantova žena neutekla, nýbrž se vrátila zpět domů ke svému milému, smlouvu tak nelze splnit, neboť se vlastně vůbec nejedná o únos.